# الإسلام في البهاما
جزر البهاما هي دولة ذات أغلبية مسيحية ساحقة، حيث يشكل أتباع الإسلام أقلية ضئيلة. وبسبب الطبيعة العلمانية لدستور البلاد يتمتع المسلمون بحرية الدعوة وبناء المساجد في البلاد. يمثل أتباع الإسلام أقل من 1٪ من السكان.
وصل الإسلام عن طريق العبيد الذين جلبوا من إفريقيا. اعتنق في السبعينيات من القرن الماضي عدد قليل من طلاب جزر البهاما الإسلام أثناء دراستهم في الخارج وعادوا إلى أوطانهم لمواصلة ممارسته. يضم البلد مسجد وحيد وهو مسجد جامع أهل السنة في جزر الباهاما الواقع في ناساو.